# فردریک نیلسن
فردریک نیلسن (انگلیسی: Frederik Nielsen؛ زاده ۲۷ اوت ۱۹۸۳) تنیس‌باز سابق و مربی اهل دانمارک است.

## زندگی شخصی
والدین نیلسن هر دو بازیکن تنیس بودند و او این ورزش را از سه سالگی آغاز کرد. نیلسن نوه کورت نیلسن ، بازیکن سابق تنیس دانمارکی و دو بار فینالیست ویمبلدون و قهرمان مسابقات دوبل مختلط قهرمانی ملی ایالات متحده در سال ۱۹۵۷ است.